# Karl-Wilhelm ter Horst
Karl-Wilhelm ter Horst (* 1. März 1950 in Nordhorn) ist ein deutscher Sozialwissenschaftler, Theologe und Pfarrer.

## Leben
Ter Horst wuchs in der Grafschaft Bentheim auf und machte am Gymnasium Nordhorn Abitur. Von 1969 bis 1974 studierte er an der Westfälischen Wilhelms-Universität in Münster Evangelische Theologie, Philosophie, Soziologie, Psychologie und Pädagogik. Zu dieser Zeit war er im Landesvorstand der DKP Niedersachsens aktiv. Aus der Partei wurde er wegen seines Protestes gegen die Ausbürgerung Wolf Biermanns 1977 ausgeschlossen.
1978 folgte die Promotion im Fach Soziologie zum Dr. phil. an der Philosophischen Fakultät der Westfälischen Wilhelms-Universität, Thema der Dissertation war die Herkunft widersprüchlicher Normen in konfliktreichen Sozialsystemen.
Seit 1980 war ter Horst zeitweilig als wissenschaftlicher Mitarbeiter in ein Projekt der öffentlichen Ersatzerziehung am Fachbereich Sozialwesen der Fachhochschule Ostfriesland in Emden eingebunden. Es ging um den Entwurf nichtrestriktiver Konzepte für die Sozialisation von Kindern und Jugendlichen in Heimen, Pflegefamilien und – damals ganz neu – ländlichen Jugendwohngemeinschaften. Er war Mitbegründer der „Initiative für Intensivpädagogik e.V.“ (IfI) in Emden.
Während seiner Lehrtätigkeit im Fach Psychologie an der Universität Bremen nahm ter Horst nochmals das Studium der evangelischen Theologie an der Universität Münster auf. Nach einem Vikariat in der reformierten Gemeinde in Bremen-Blumenthal wurde er 1995 Pfarrer der Evangelisch-reformierten Kirche in Schüttorf. In dieser Zeit gründete er den grenzübergreifenden Verein „ECO - Verein zur Förderung europäischer Grenzkulturen e.V.“, der die Aufgabe hat, Völkerverständigung und Friedensliebe zu entfalten. Sein friedenspolitisches Engagement gilt besonders der Beratung und Hilfe von Kriegsdienstverweigerern und Soldaten.
Ter Horst nahm in seinen Veröffentlichungen sowohl soziale, pädagogische, soziologische als auch psychologische Themen auf. Er verwandte dabei den Begriff Konfliktpsychologie für die Entwicklung von Jugendlichen in einem Entwicklungsmodell.
In den letzten Jahren verband er mehr und mehr psychologische, spirituelle und theologische Themen und war in der christlichen Friedensbewegung aktiv und schrieb einen Roman.
Aufmerksamkeit erreichte Ter Horst, als er im August 2009 Nina Hagen taufte, welche seitdem Mitglied seiner Kirchengemeinde ist. Zum 1. Juli 2015 ging er in den Ruhestand, blieb aber weiterhin in Schüttorf wohnen und betätigt sich als Autor. Zudem ist er seit 2022 Pastor im Ehrenamt in der evangelisch reformierten Kirchengemeinde Lage.

## Schriften (Auswahl)
- Technik und Wirtschaft: die verbündeten Rivalen. In: Herbert W. Franke (Hg.): „Technik in unserer Welt“, Bertelsmann Lexikon-Verlag, Gütersloh u. a. 1975, ISBN 3-570-08934-7
- (mit Walter Schurian): Autorität und Jugend. Zu einer Sozialisationstheorie des Jugendalters, Ernst Reinhardt Verlag, München 1976, ISBN 3-497-00788-9
- Die Spaltung des Bewusstseins. Zu einer Theorie sozialer Handlungsnormen, Campus Verlag, Frankfurt am Main/New York 1980, ISBN 3-593-32685-X
- Wie Jesus die Seele heilt. Psychologie des Evangeliums, Publik-Forum-Verlag, Oberursel 2000, ISBN 3-88095-106-3
- Die neun Quellen des Glücks. Wege zu einem guten Leben, Publik-Forum-Verlag, Oberursel 2002, ISBN 3-88095-123-3
- Heilung und Neugeburt. Aufbruch in eine neue Dimension des Lebens (mit Barbara Schenkbier), ViaNova Verlag, Petersberg 2004, ISBN 3-936486-57-3
- Manhattan – In der Gewalt der Geheimdienste. Ein psychologischer Roman, ViaNova Verlag, Petersberg 2005, ISBN 3-86616-013-5
- Vorboten der Zukunft: Wie wir die Welt verbessern (als Herausgeber, mit einem Geleitwort von Nina Hagen), Oberursel: Public Forum, 2009, ISBN 3-88095-195-0.
- Zeitschleife auf der "8", Norderstedt: Books on Demand, 2016, ISBN 978-3-7431-7039-1.
- Zeitschleife auf der 8 : Bühnenfassung, Norderstedt: Books on Demand, 2022, ISBN  978-3-7568-5706-7.